# Rak
Een rak is een nagenoeg recht stuk van een vaarwater. Het woord is verwant aan de werkwoorden rekken en rukken.
Zo is het Damrak het rechte stuk van de Amstel voorbij de Dam. Soms heeft zo'n recht gedeelte van een rivier een eigen, afwijkende naam. Zo is het Langerak een gedeelte van het Reitdiep.
Ook het Skagerrak heeft als de zeestraat tussen Noorwegen en Denemarken een zelfde betekenis omdat men vanaf de Noordzee in een ruk zonder laveren naar Skagen kon doorzeilen.
Een variant is raken, zoals bij het Kromme Raken.
De naam is soms overgegaan naar het naastliggende gebied. Zo heet een streek in de gemeente Het Hogeland bijvoorbeeld De Raken. Het gebied is omsloten door een verzande meander van het Reitdiep.

## Zeilvaart
- Als men op een rak de wind tegen heeft of scherp aan de wind moet koersen, is het nodig om te kruisen (laveren). Zo'n rak met ongunstige wind werd in de binnenvaart een kruisrak genoemd.
- In de zeilsport wordt de rechte vaart van boei tot boei ook rak genoemd. De term kruisrak heeft hier een betekenis die vergelijkbaar is met die in de binnenvaart: een traject tussen twee opvolgende boeien waarop men één of meerdere keren overstag moet gaan.
- Bij dwarsgetuigde zeilschepen werden de ra's tegen de mast gehouden door een rak. Dit was een bindsel aan de ra, om de mast, voorzien van grote houten kralen, de kloten, zodat de ra toch op en neer kon bewegen bij het halen en strijken.

## Kitesurfen
- Bij kitesurfen wordt ook gebruikgemaakt van de term rak, echter is de spreektaal rakjes varen. Het houdt in om van punt A naar punt B te varen, gebruikmakend van een board en kite. Een succesvol traject heet dan een rakje varen.